# College van Bisschoppen
Het College van Bisschoppen is binnen de Rooms-Katholieke Kerk het lichaam waarin de bisschoppen als apostolisch opvolgers zijn verenigd met de paus, de bisschop van Rome. De bisschoppen delen met de paus in collegialiteit de pastorale zorg en het bestuur van de kerk. Volgens artikel 336 van de Codex Iuris Canonici bestaat het College van Bisschoppen alleen als de paus, als hoofd van het College aanwezig is. Volgens dit artikel is het College de instelling van opperste macht in de Kerk, niettemin heeft in de praktijk de paus het hoogste (leer)gezag, en is dat van het College slechts een afgeleide van dat van de paus. In artikel 338 van de Codex wordt dan ook bepaald dat de paus bepaald op welke wijze het College deze opperste macht uitoefent. Het sleutelbegrip is hier - sinds het Tweede Vaticaans Concilie collegialiteit. In de praktijk komt het College overigens zelden bij elkaar. Veel meer invloed hebben de kardinalen, verenigd in het College van Kardinalen. 
Bisschoppen hebben overigens meer invloed wanneer zij bijeengeroepen worden in een concilie of in het kader van een bisschoppensynode.